# Криштал, Михаил Михайлович

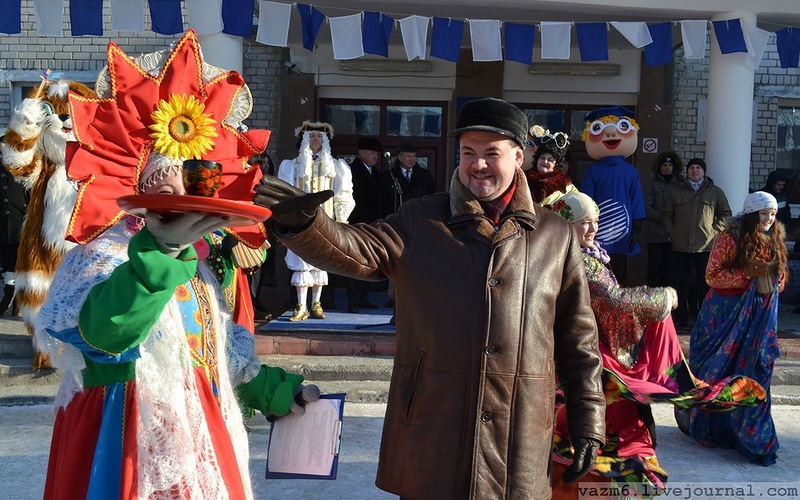
Михаил Криштал на Дне студента 2012.

Михаи́л Миха́йлович Кришта́л (род. 15 июня 1969, Тула) — российский учёный, доктор физико-математических наук, профессор, ректор Тольяттинского государственного университета с 2009 года.

## Биография
Родился в семье вузовских работников. Вместе с ними в 1972 году переехал в Тольятти, где его отец, профессор Михаил Аронович Криштал до 1992 года возглавлял кафедру «Материаловедение и термическая обработка металлов» Тольяттинского политехнического института, а мать до 1995 года работала доцентом на кафедре «Сопротивление материалов» в том же институте.
В 1991 году с отличием закончил Тольяттинский политехнический институт. С 1989 по 1991 годы получал Ленинскую стипендию. В 1994 году в Самарском государственном техническом университете защитил кандидатскую диссертацию по физико-математическим наукам.
С 1995 по 2005 годы работал в Исследовательском центре НТЦ ОАО «АВТОВАЗ», где прошёл путь от инженера-исследователя до заместителя начальника исследовательского отдела. В 2003 году без отрыва от производства защитил докторскую диссертацию в Институте металлургии и материаловедения им. А. А. Байкова РАН, а также прошёл обучение по специальности «Менеджмент» по программе подготовки управленческих кадров для организаций народного хозяйства.
С 2003 года по совместительству работает профессором кафедры «Материаловедение и механика материалов» (с 2011 года — кафедры «Нанотехнологии и новые материалы») Тольяттинского государственного университета. В 2005—2009 годах занимал должность проректора по научно-исследовательской работе ТГУ.
В 2009 году на альтернативной основе избран ректором Тольяттинского государственного университета (утверждён в должности 17 июля 2009 года). 24 июня 2014 года абсолютным большинством голосов выборщиков (93 %) вновь избран ректором ТГУ на альтернативной основе (16 июля 2014 года утверждён в должности Министерством образования и науки РФ). 29 марта 2019 года переизбран на эту должность, набрав 96 % голосов выборщиков. 17 июля 2019 года утверждён в должности.
Женат.

## Ректорство
Под руководством М. М. Криштала в ТГУ создана инновационная инфраструктура, включающая
- научно-исследовательский институт прогрессивных технологий
- испытательный центр
- инновационно-технологический парк.

Победы ТГУ в 2010—2016 годах в конкурсах на получение четырёх правительственных мегагрантов (трёх в рамках постановления Правительства РФ № 220 от 09.04.2010 и одного в рамках постановления Правительства РФ № 219 от 09.04.2010) позволили путём объединения лабораторий и других научно-исследовательских подразделений вуза создать в структуре университета научно-исследовательский институт прогрессивных технологий, выполняющий исследования в области материаловедения и нанотехнологий, в том числе в кооперации с иностранными партнёрами.
Под руководством М. М. Криштала ТГУ в 2010 году стал лауреатом премии Правительства РФ в области качества за 2009 год, в 2012 году — обладателем специального приза «Признание делового совершенства» Премии СНГ в области качества за 2011 год, в 2016 году — лауреатом Поволжской премии в области качества. В 2019 году ТГУ во второй раз стал лауреатом премии Правительства РФ в области качества, а также победил в организованном Аналитическим центром при Правительстве РФ Всероссийском конкурсе профессионального управления проектной деятельностью «Проектный Олимп — 2019» с проектом онлайн-обучения «Росдистант».
В 2011 году ТГУ как опорный вуз был включён в программу инновационного развития АВТОВАЗа, в соответствии с которой в 2012 году создан объединённый с АВТОВАЗом научно-технический совет. 1 марта 2012 года М. М. Криштал и президент ОАО «АВТОВАЗ» И. А. Комаров подписали соглашение о целевой подготовке специалистов для автозавода. 30 мая 2017 года между вузом в лице Михаила Криштала и заводом-автопроизводителем в лице президента Николя Мора подписан генеральный договор о сотрудничестве в целях подготовки кадров. В 2018—2019 годах целевую подготовку для АВТОВАЗа прошли 155 студентов ТГУ.
В 2012 году Тольяттинскому государственному университету присвоен статус Федеральной инновационной площадки на период с 2012 по 2017 годы. С 2012 года ТГУ ежегодно признаётся эффективным вузом по результатам мониторинга эффективности деятельности образовательных организаций, проводимого Министерством образования и науки РФ. В 2013 и 2019 году ТГУ успешно прошёл государственную аккредитацию и подтвердил статус университета.
В 2017 году Тольяттинский государственный университет получил статус опорного вуза региона. В 2021 году ТГУ стал участником программы государственной поддержки и развития университетов «Приоритет-2030».
По инициативе и при участии М. М. Криштала в 2008 году в ТГУ открыт диссертационный совет Д 212.264.03 по защите диссертаций на соискание учёной степени доктора физико-математических наук по специальностям 01.04.01 (Приборы и методы экспериментальной физики) и 05.13.18 (Математическое моделирование, численные методы, комплексы программ).
В 2008 году по решению М. М. Криштала создан журнал «Вектор науки Тольяттинского государственного университета» (с 2021 года — Frontier materials and technologies), главным редактором которого он является. В 2010 году журнал «Вектор науки ТГУ» включён в список изданий, рекомендованных ВАК РФ для публикации трудов соискателей учёных степеней. С 2021 года журнал индексируется в международной наукометрической базе данных Scopus, а с 2022 года — в китайской базе научных изданий China National Knowledge Infrastructure (CNKI).
В 2021 году в центральном кампусе ТГУ открыт физкультурно-оздоровительный комплекс «Чайка», построенный в рамках федерального проекта «Новая школа» и включающий 25-метровый бассейн и тренажёрные залы.

## Научная деятельность
М. М. Криштал — автор и соавтор более 270 публикаций в области физики прочности и пластичности (в том числе трёх монографий, допущенных УМО по образованию в области металлургии в качестве учебных пособий для студентов вузов, обучающихся по направлениям «Металлургия» и «Физическое материаловедение»), а также 34 изобретений. Индекс Хирша — 17. Под его руководством защищены три кандидатских и одна докторская диссертации. С 2009 года М. М. Криштал является членом редколлегии журнала «Деформация и разрушение материалов», в 2005—2017 годах являлся членом редколлегии журнала «Металловедение и термическая обработка металлов».

## Санкции
6 марта 2022 года после вторжения России на Украину подписал письмо в поддержу российской агрессии. С 9 июня 2022 года находится под персональными санкциями Украины за поддержку войны. Также был внесён ФБК в список коррупционеров и разжигателей войны за поддержку нападения на Украину, 16 марта 2022 года форумом свободной России внесён в «Список Путина» и доклад «поджигателей войны» с предложением введения против него международных санкций.

## Общественная деятельность
С 2009 года является председателем Тольяттинского регионального отделения Ассоциации инженерного образования России.
С 2011 года возглавляет благотворительный фонд социально-культурного развития г. о. Тольятти «Духовное наследие» им. С. Ф. Жилкина.
С 2011 года — член Правления Общероссийской общественной организации «Союз машиностроителей России».
В 2012 году избран в состав президиума Совета ректоров Самарской области.
С 2012 по 2017 годы входил в состав экспертного совета председателя военно-промышленной комиссии при Правительстве РФ.
С 2018 года — председатель научно-технического совета «Автомобилестроение» технологической платформы «Лёгкие и надёжные конструкции».

## Награды и благодарности
М. М. Криштал награждён
- медалью ордена «За заслуги перед Отечеством» II степени (2021)
- нагрудным знаком «Почётный работник высшего профессионального образования РФ» (2013)
- нагрудным знаком «Почётный работник науки и техники РФ» (2016)
- почётной грамотой Министерства науки и высшего образования РФ за значительные заслуги в сфере образования и добросовестный труд (2020)
- почётной грамотой Самарской губернской думы за большой вклад в развитие системы высшего образования в Самарской области и подготовку квалифицированных кадров (2014)
- почётным знаком Думы г. о. Тольятти «За заслуги перед городским сообществом» (2019)
- медалью лауреата Всероссийского выставочного центра (ВВЦ) за разработку «Защитные и упрочняющие покрытия на деталях автомобиля и инструмента» (2007)
- медалью ВВЦ «За успехи в научно-техническом творчестве» за разработку комбинированной технологии микродугового оксидирования изделий из крупногабаритных отливок алюминиево-кремниевых сплавов (2008)
- почётным знаком «Ректор года» (2011).

М. М. Криштал — лауреат конкурса «Российский лидер качества» за 2011 год, лауреат губернской премии в области науки и техники (естественные науки и математика) за 2008 год.